# 아사마산
아사마산(일본어: 浅間山 아사마야마[*])은 군마현 아가쓰마군 쓰마고이촌과 나가노현 기타사쿠군 가루이자와정, 미요타정의 경계에 있는 높이 2,542m의 활화산으로 때때로 활동을 보인다. 1783년 대분화 때는 큰 피해를 빚었다. 산허리에는 소나무가 울창하고 남쪽 기슭에는 가루이자와 고원이 있다. 2009년 2월 3일경 화산이 폭발하였으나 큰 피해는 없었다. 이 폭발 당시 화산재가 바람을 타고 도쿄까지 퍼져가기도 하였다.

## 역사

### 아사마 산의 분화 역사
분화구의 위치와 용암의 성질 등을 기준으로 3개로 분류되고 있다.
쿠로후 기(黒斑期, ~ 2만1000년 전）
仏岩期（2만1000년 ~ 1만5000년 전）
前掛期（1만5000년전 ~ 현재）
대규모의 분화로는 4세기, 1108년, 1783년의 것이 알려져 있으며, 용암류, 화산쇄설류의 분출을 수반하였다. 1108년의 분화는 1783년 분화의 2배 정도의 규모로 산 정상부에 소규모의 칼데라 지형을 형성시켰다.

### 역사기록 상의 주요 분화
- 685년（덴무 천황 14년：아스카 시대）（일본서기）
- 1108년（가쇼(嘉承) 3년, 덴닌(天仁) 원년：헤이안 시대） 덴닌(天仁) 대규모 분화. 대량의 분출물을 수반한 대분화. 고즈케노쿠니(上野国) 일대에 분출물이 쌓여 경작지에 괴멸적인 타격을 입혔다. 쥬유키(中右記)에 기록되어 있다. 부흥을 위해 개발한 경작지를 호족이 사유 영지화하여, 이윽고 장원으로 발전했다. 이 분화는 고즈케노쿠니의 장원화(荘園化)를 촉발한 계기가 되었다.
- 1783년 9월 1일（그레고리력）（덴메이(天明) 3년 8월 5일(음력) → 덴메이 대분화
- 1973년（쇼와 48년）2월 1일 폭발, 소규모의 화산쇄설류 발생. 2월 6일경까지 활발한 활동 지속.
- 1983년 (쇼와 58년) 4월 8일 폭발, 후쿠시마 현의 태평양 해안까지 화산재 낙하가 관측.
- 2004년（헤이세이 16년）9월 1일 분화 확인. 9월 23일에는 중규모의 분화.
- 2008년（헤이세이 20년）8월 10일 소규모 분화를 확인. (http://www.jma.go.jp/jp/volcano/306-20080810035600-43.html）[깨진 링크(과거 내용 찾기)]
- 2009년（헤이세이 21년）2월 2일 분화 확인. 위키 뉴스 관련기사 있음（噴火画像, 噴火前後1時間動画, 噴火当日24時間動画）
- 분화기록（굵은 글자는 피해 기록이 있는 것) :

685년, 1108년, 1281?년, 1427년?, 1527-1528년, 1532년, 1596년, 1598년, 1604년, 1605년, 1609년, 1644-1645년, 1647-1649년, 1651-1652년, 1653または1655-1659년, 1669년, 1704년, 1706년, 1708-1711년, 1717-1718년, 1720-1723년, 1728-1729년, 1732-1733년, 1754년, 1776-1777년, 1783년, 1803년, 1815년, 1869년, 1875년, 1879년, 1889년, 1894년, 1899년, 1900년, 1901년, 1902년, 1904년, 1907년, 1908년?, 1909년, 1910년, 1911-1914년, 1916년, 1917년, 1919년, 1920년, 1921년, 1922년, 1927년, 1928년, 1929년, 1930년, 1931년, 1932년, 1934년, 1935년, 1936년, 1937년, 1938년, 1939년, 1940년, 1941년, 1942년, 1944년, 1945년, 1946년, 1947년, 1951년, 1952년, 1953년, 1954년, 1955년, 1958년, 1959년, 1961년, 1965년, 1972년, 1973년, 1982년, 1983년, 1990년, 2004년, 2008년, 2009년

## 같이 보기
- 덴메이 대분화